# Daphnephila truncicola
Daphnephila truncicola är en tvåvingeart som beskrevs av Tokuda, Yang och Junichi Yukawa 2008. Daphnephila truncicola ingår i släktet Daphnephila och familjen gallmyggor.
Artens utbredningsområde är Taiwan. Inga underarter finns listade i Catalogue of Life.